# Marstrand
Marstrand – miejscowość (tätort) w Szwecji, w regionie administracyjnym (län) Västra Götaland, w gminie Kungälv.
Według danych Szwedzkiego Urzędu Statystycznego liczba ludności wyniosła: 381 (31 grudnia 2015), 375 (31 grudnia 2018) i 361 (31 grudnia 2019).